# Cercles de Johnson

Cercles de Johnson et cercle circonscrit aux trois points d'intersection

En géométrie plane, les cercles de Johnson sont trois cercles de même rayon et ayant un point H en commun. Les trois autres points d'intersection des cercles entre eux possèdent de nombreuses propriétés.
Il se peut, dans le cas où deux des cercles sont tangents, qu'un des points soit confondu avec H mais, même dans ce cas particulier, les résultats énoncés ci-dessous restent valides.

## Théorème de Johnson
Roger Johnson démontre vers 1916 que ces trois points sont sur un cercle de même rayon que les trois premiers cercles.
Démonstration — 
Une démonstration consiste à mettre en évidence une série de losanges.
Si on appelle JA, JB, JC les centres des trois cercles Γa, Γb, Γc de rayon r, H leur point de concours et A, B et C les points d'intersections respectifs de Γb et Γc, de Γc et Γa, de Γa et Γb, on observe la présence de trois losanges de côté r : JACJBH, JBHJCA, JCHJAB.
On construit alors le point O tel que BJACO soit un parallélogramme. Ce parallélogramme ayant deux côtés consécutifs de même longueur r, c'est un losange.
De plus, on obtient les égalités vectorielles suivantes :
{\displaystyle {\overrightarrow {OC}}={\overrightarrow {BJ_{A}}}={\overrightarrow {J_{C}H}}={\overrightarrow {AJ_{B}}}}.
Le quadrilatère AJBCO est donc un parallélogramme, qui de plus possède deux côtés consécutifs de longueur r. C'est donc également un losange. 
On obtient ainsi les égalités 
{\displaystyle r=OA=OB=OC}.
On prouve ainsi que les trois points sont sur un cercle de centre O et de rayon r.

## Système orthocentrique
On peut d'autre part observer que le point H est orthocentre du triangle ABC.
En effet, dans les losanges définis précédemment, le vecteur {\displaystyle {\overrightarrow {HC}}} est orthogonal à la droite (JAJB). Or les égalités vectorielles précédentes permettent de dire que le quadrilatère BJAJBA est un parallélogramme. Le vecteur {\displaystyle {\overrightarrow {HC}}} est donc aussi orthogonal à (AB).
Il en est de même du vecteur {\displaystyle {\overrightarrow {HB}}} et de la droite (AC) ainsi que du vecteur {\displaystyle {\overrightarrow {HA}}} et de la droite (BC). Le point H est bien orthocentre du triangle (ABC).

## Triangle de Johnson
On appelle triangle de Johnson, le triangle formé par les centres des trois cercles. Ce triangle est le symétrique du triangle formé par les points d'intersection des trois cercles, par rapport au centre du cercle des neuf points commun aux deux triangles.
Démonstration — 
Si on appelle PA, PB, PC, les points diamétralement opposés à H dans les cercles Γa, Γb, Γc, le point H est centre du cercle circonscrit au triangle PAPBPC.

Cercles de Johnson et triangle anticomplémentaire

Puisque JAHJBC est un parallélogramme, il en est de même de PAJAJBC. Il y a donc égalité des vecteurs {\displaystyle {\overrightarrow {J_{A}J_{B}}}} et {\displaystyle {\overrightarrow {P_{A}C}}}. De même, les vecteurs {\displaystyle {\overrightarrow {J_{A}J_{B}}}} et {\displaystyle {\overrightarrow {CP_{B}}}} sont égaux. Le point C est donc milieu de PAPB. De même, le point B est milieu de PCPA et le point A est donc milieu de PBPC.
Le triangle PAPBPC est l'image du triangle (ABC) par l'homothétie de centre G, l'isobarycentre du triangle, et de rapport –2. Le triangle JAJBJC étant l'image du triangle PAPBPC par l'homothétie de centre H et de rapport 1/2, il est aussi l'image de (ABC) par la composée de ces deux homothéties, c'est-à-dire par une homothétie de rapport –1 et de centre J, barycentre des points G et H affectés des coefficients –3/2 et –1/2. Or ce point correspond au centre du cercle des neuf points du triangle ABC. Par symétrie, c'est aussi le centre du cercle des neuf points du triangle de Johnson.
On peut remarquer en outre que les deux triangles ont même droite d'Euler qui, passant par J, reste globalement invariante par la symétrie de centre J et que les points O et H, centres respectifs des cercles circonscrits aux deux triangles sont également symétriques par rapport à ce point.